# Station Přerov
Železniční stanice Přerov (Nederlands: Station Přerov, Duits vroeger: Prerau) is een station in de Tsjechische stad Přerov. Het station ligt aan spoorlijn 270 (die van Česká Třebová, via Olomouc, Přerov en Ostrava, naar Bohumín loopt), spoorlijn 300 (van Brno, via Vyškov naar Přerov) en spoorlijn 330 (van Přerov, via Otrokovice en Staré Město naar Břeclav). Station Přerov is in 1841 geopend. Het station is onder beheer van de SŽDC en wordt bediend door stop- en sneltreinen van de České Dráhy.
Česká Třebová ↔ Třebovice v Čechách ↔ Rudoltice v Čechách ↔ Lukavá u Rudoltic v Čechách ↔ Žichlínek ↔ Krasíkov ↔ Tatenice ↔ Holštejn ↔ Lupěné ↔ Zábřeh na Moravě ↔ Lukavice na Moravě ↔ Mohelnice ↔ Moravičany ↔ Červenka ↔ Střeň ↔ Štěpánov ↔ Olomouc hlavní nádraží ↔ Grygov ↔ Brodek u Přerova ↔ Rokytnice u Přerova ↔ Přerov ↔ Prosenice ↔ Osek nad Bečvou ↔ Lipník nad Bečvou ↔ Drahotuše ↔ Hranice na Moravě ↔ Bělotín ↔ Polom ↔ Jeseník nad Odrou ↔ Suchdol nad Odrou ↔ Hladké Životice · Mošnov, Ostrava Airport ↔ Studénka ↔ Jistebník ↔ Polanka nad Odrou ↔ Ostrava-Svinov ↔ Ostrava-Mariánské Hory ↔ Ostrava hlavní nádraží ↔ Ostrava-Hrušov ↔ Bohumín